# 縫製人間ヌイグルマー
『縫製人間ヌイグルマー』（ほうせいにんげんヌイグルマー）は、大槻ケンヂによる日本の小説。大槻をリーダーとするパンクバンド「特撮」のアルバム『ヌイグルマー』に収録されている楽曲「戦え！ヌイグルマー」をベースとした変身ヒーロー小説。雑誌『ダ・ヴィンチ』で2004年11月号から2006年12月号まで連載し、その後改稿し新たに書き下ろしを加えて単行本化された。単行本・文庫版のカバーイラストはD[diː]。単行本版では口絵も収録されている。また、『ダ・ヴィンチ』連載時の挿絵はpako。
その外見的特徴や名称は『人造人間キカイダー』がモチーフとなっている。特撮のアルバム・ジャケットでは赤い「ヌイグルマー」として描かれ、小説のカバー・イラストでは黄色い「ヌイグルマー」として描かれている（映画版のヌイグルマーの色はピンク）。初版の文芸書の帯のコピーは「命をかけて、ぬいぐるみが君を守る！糸ほつれ、綿もはみで、布やぶれ、体もげてさえ」
2014年には井口昇監督により『ヌイグルマーZ』のタイトルで映画化された。中川翔子が主演し、主題歌も「ヌイグルマーZ」として特撮とデュエットをしている。映画公開に合わせて増版された原作小説の帯に「映画原作！でも内容が映画と全然違うっ！！」と記されている通り、内容に大きな変更が加えられている。

## あらすじ
滅亡の危機にあった、はるかかなたの惑星「ドムホ」に住む「綿状生命体」が、銀河放浪の末に地球にたどり着いたが、その生存者の数は激減していた。タイのサマイ島に降り注いだ彼らは、地球上での生息場所としてぬいぐるみの中を余儀なくされる。
日本に住む森野姫子はクリスマス・イヴの日に、プレゼントとして黄色いテディベアを選んだ。そのテディベアには綿状生命体のドムホ最強の戦士「ドウ・マア」が住み着いていた。同時期、アメリカの田舎町では失業した父親と暮らす少年フィルが、クリスマス・プレゼントとして黒いあみぎるみを買い与えられた。そのあみぐるみをチャーリーと名付け、フィルは自分の弟としてかわいがっていたが、あみぐるみにもドムホの戦士「デ・パルザ」が潜んでいた。
それぞれのトラウマを抱えた少年少女との交流の末、生死の選択を迫られ、地球人を延命させるために合体をすることで新たな生命体が生まれた。綿いっぱいの愛を怒りに代え！布やぶれ！綿もはみで！糸ほつれ体もげてさえ！！ボタンの瞳にかけて、命をかけて守ってみせよう！正義と君を！！我が名は友情の選手、縫製人間ヌイグルマー！！！全人類平等に不幸であるべきと全世界に混乱を招こうと企むMB社会長クリストファーと戦っていく。

## 登場人物
森野姫子
本編主人公。愛称は「姫」。幼少期に父親を目の前で亡くし、一時期その記憶がなくなっていたがブースケと出会うことで取り戻す。
姫子の父
絵本作家。クリスマス・イブの日に倒れてきたクリスマスツリーから子供を守るために下敷きになり死亡。
姫子の母 美木子
娘の姫子に亡くなった父親と同じ作家になってほしいと願っている。
ブースケ（ドウ・マア）
惑星ドムホの綿状生命体。地球上では黄色いパチモンのテディーベアのぬいぐるみに寄生。必殺技はローリング・ブースケ・アタック。
小岩井八重助（ダメスケ）
姫子の幼馴染で同級生。姫子に好意を寄せている。死んだ姫子の父との死の間際の約束を守るため、彼女について回る。後にブースケと合体し縫製人間ヌイグルマーとなる。
ラー
姫子の同級生。サッカー部。姫子に好意を寄せていて告白し、姫子の曖昧な返事を「OK」と勘違いして恋人気取りでいる。
ガマ安
姫子の高校の教師。姫子の両親と幼馴染。阿波踊りチーム「高円寺ガマ安連」を率いている。
チャーリー（デ・パルザ）
惑星ドムホの綿状生命体。地球上では黒いあみぐるみに寄生。アメリカ人の少年フィルとル・アロアロの魔法で合体し黒いあみぐるみの戦士となる。
フィル
アメリカ人の少年。失業者の父とトレーラーハウスで暮らしていたがクリスマス・イブの日に父が自殺を図り、叔父に引き取られる。しかし失業者の叔父からの虐待を受け、絶命の寸前チャーリーと合体することで生き延びたが、フィルとしての記憶はなくなってしまった。
MB社（マクドバックス）
クリストファー会長
巨大総合複合企業MB社の会長。小人症。全人類平等に不幸であるべきであると言う信念の下破壊と混乱を振りまいている。
メロディー
クリストファーの亡き妻。
片腕ロリータ(ビッキー・ハサウェイ)
高校のフットボール部で複数の部員に輪姦され切り落とされた片腕にマシンガンなどのアタッチメントを装着するゴスロリ。
マッドサンタ
サンタの格好をした巨漢男。虐待していた母を撲殺し、それ以降サンタの格好を続けている。
キル・ビリー
超能力者の少年。あることから姫子を好きになってしまった。
ヘル・ブラフォード博士
ＭＢ社でナイト・オブ・ザ・リビングデッド・プロジェクト（NOLDP）とベイビー・ヒューマン・プロジェクト（BHP）を進めるマッドサイエンティスト。
赤ちゃん人間 ハジメ
BHPによってつくられたもっとも純粋で、もっとも邪悪な改造人間。
ロイ
MB社の配送社員。16輪トレーラーを運転中、チャーリーと遭遇しMB本社へ送り届けた。
ミエコ
高尾在住の女性。浮気をされた彼氏に会うために総武線で錦糸町に行く途中、ブースケとチャーリーの戦いに遭遇。
アメリカ大統領
クリストファーの進めるNOLDPを利用し、世界を治めようとしている。
装飾銃の男
ブースケとチャーリーが時空を移動した先で会った。
ヘンリー
ブースケとチャーリーが時空を移動した先で会った。
チャールズ
ブースケとチャーリーが時空を移動した先で会った。
縫製寺和尚
ドムホの綿状生命体がサマイ島に降り注いだ日に、ぬいぐるみに寄生した彼らに偶然遭遇をした元ムエタイ選手のタイ人。現在は日本で「ぬいぐるみ供養」の寺で住職をしている。
テツ
手足のない電動車いすの少年。ガマ安連のメンバー。
モヒカン
自称ホイ子のマネージャー。ガマ安連のメンバー。
ホイ子
障害者専門風俗嬢。ガマ安連のメンバー。
杉並クリムゾン
高円寺を中心に活動する売れないプログレッシブバンド。
ミン女王
惑星ドムホの最後の女王。

## 刊行情報
- 2006年12月1日出版 『縫製人間ヌイグルマー』 ダ・ヴィンチ ブックス（メディアファクトリー） ISBN 9784840117562
- 2010年8月25日出版 『縫製人間ヌイグルマー』 角川文庫（角川書店） ISBN 9784041847220